# Rana (släkte)
Rana är ett släkte grodor inom familjen äkta grodor. Arterna förekommer i tropiska och tempererade regioner över hela världen men främst i Sydostasien. Enligt nyare forskningar är släktet parafyletiskt och borde därför uppdelas i flera taxa. 

## Kännetecken
Vuxna individer av släktet är medelstora till stora medlemmar av familjen äkta grodor. Färgen är oftast grön eller brunaktig på ovansidan med mörka och gulaktiga fläckar (Se även brungrodor och gröngrodor). De har långa bakben som ger dem möjlighet att utföra långa hopp. Bakfötterna har även väl utvecklad simhud vilket gör dem till goda simmare. 

## Levnadssätt
I regioner med tempererat klimat sammanfaller lektiden med våren, men i subtropiska och tropiska områden finns inga särskilda parningstider. Under den årliga lekperioden producerar exempelvis en åkergrodehona en äggsamling med cirka 1 500 ägg. Hos vissa arter som lever utanför Europa kan honan lägga upp till 20 000 ägg (jämför rom). 

## Utbredning och systematik

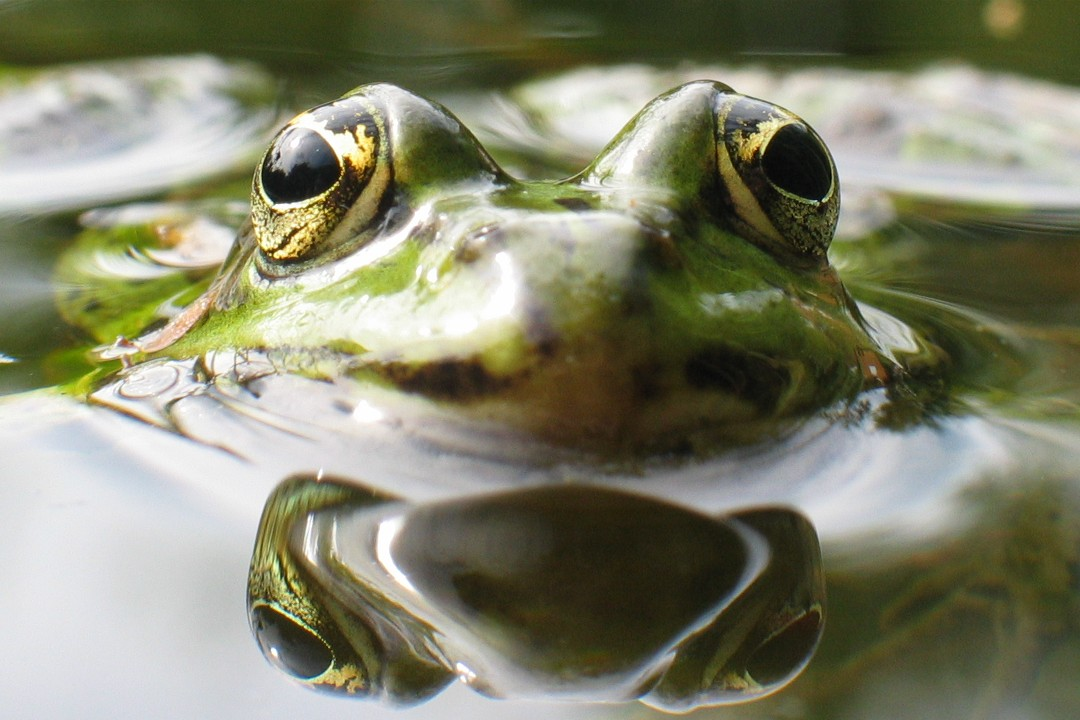
Ätlig groda (Pelophylax kl. esculenta) som enligt klassisk taxonomi fördes till släktet Rana men som idag av placeras i släktet Pelophylax.

Enligt klassisk taxonomi omfattade släktet Rana ungefär 260 arter fördelade över hela världen i tempererade och tropiska regioner. Enligt denna taxonomi fanns släktets störst artrikedom i Sydostasien följt av Afrika, Nord- och Sydamerika. En australisk art  Rana daemeli placerades också i släktet, en art som är denna kontinents enda medlem av familjen äkta grodor. 
Enligt nyare fylogenetiska undersökningar borde släktet delas upp i flera släkten. Släktet Rana omfattar då ett 90-tal arter vilka utgörs av Nya världens grodor och den eurasiska gruppen temporaria som bland annat omfattar vanlig groda och åkergroda. Ätlig groda placeras exempelvis i släktet Pelophylax och oxgrodan i släktet Lithobates. ITIS i sin tur erkänner bara cirka 45 arter inom släktet.

### Arter inom släktetRana
Enligt ITIS 2009 och ITIS 2011. (Ej i taxonomisk ordning utan i bokstavsordning efter dess vetenskapliga namn)
- Rana amurensis Boulenger, 1886
- Åkergroda (Rana arvalis) Nilsson, 1842
- Rana asiatica Bedriaga, 1898
- Rana aurora Baird & Girard, 1852
- Rana boylii Baird, 1854
- Rana cangyuanensis Yang, 2008
- Rana cascadae Slater, 1939
- Rana chaochiaoensis Liu, 1946
- Rana chensinensis David, 1875
- Rana chevronta Hu and Ye in Hu, Fei & Ye, 1978
- Rana coreana Okada, 1928
- Rana culaiensis Li, Lu & Li, 2008
- Långbensgroda (Rana dalmatina) Fitzinger i Bonaparte, 1839
- Rana draytonii Baird & Girard, 1852
- Rana dybowskii Günther, 1876
- Rana esculenta
- Grekisk groda (Rana graeca) Boulenger, 1891
- Rana hanluica Shen, Jiang & Yang, 2007
- Rana huanrensis Fei, Ye & Huang, 1990
- Iberisk groda (Rana iberica) Boulenger, 1879
- Italiensk groda (Rana italica) Dubois, 1987
- Rana japonica Boulenger, 1879
- Rana johnsi Smith, 1921
- Rana kukunoris Nikolskii, 1918
- Rana kunyuensis Lu and Li, 2002
- Italiensk långbensgroda (Rana latastei) Boulenger, 1879
- Rana longicrus Stejneger, 1898
- Rana luteiventris Thompson, 1913
- Rana macrocnemis Boulenger, 1885
- Rana maoershanensis Lu, Li & Jiang, 2007
- Rana multidenticulata Chou & Lin, 1997
- Rana muscosa Camp, 1917
- Rana omeimontis Ye & Fei i Ye, Fei & Hu, 1993
- Rana ornativentris Werner, 1903
- Rana pirica Matsui, 1991
- Rana pretiosa Baird & Girard, 1853
- Rana pseudodalmatina Eiselt & Schmidtler, 1971
- Pyreneisk groda (Rana pyrenaica) Serra-Cobo, 1993
- Rana ridibunda
- Rana sakuraii Matsui and Matsui, 1990
- Rana sauteri Boulenger, 1909
- Rana shuchinae Liu, 1950
- Rana sierrae Camp, 1917
- Rana tagoi Okada, 1928
- Rana tavasensis Baran & Atatür, 1986
- Vanlig groda (Rana temporaria) Linnaeus, 1758
- Rana tsushimensis Stejneger, 1907
- Rana zhengi Zhao, 1999
- Rana zhenhaiensis Ye, Fei & Matsui, 1995

I viss utsträckning beskrivs nya arter än idag.

### Urval av arter som tidigare fördes till släktet

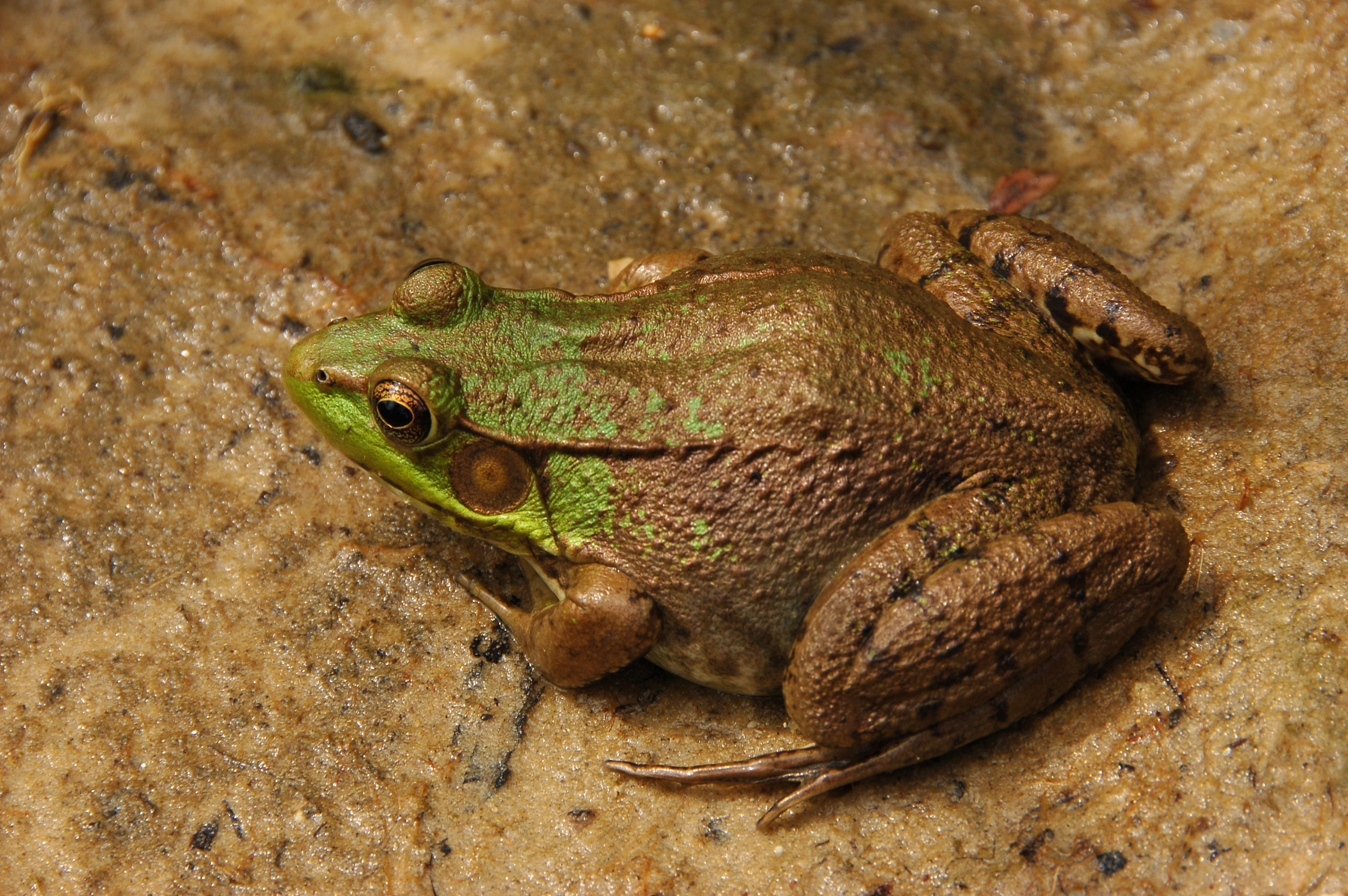
Grön groda (Lithobates clamitans) fördes tidigare till släktet Rana.

- Ätlig groda (Pelophylax kl. esculenta) - ej art, utan delvis fertil hybrid mellan gölgroda och sjögroda.
- Gölgroda (Pelophylax lessonae)
- Sjögroda (Pelophylax ridibunda)
- Oxgroda (Lithobates catesbeiana)
- Grön groda (Lithobates clamitans)
- Leopardgroda (Lithobates pipiens) Schreber, 1782
- Skogsgroda (Lithobates sylvaticus) LeConte, 1825

### Förekomst i Sverige
Det finns tre arter inom släkte Rana som förekommer i Sverige: vanlig groda (i nästan hela landet), åkergroda och långbensgroda (vanlig i Blekinge och på Öland. Rödlistad i Sverige). Alla arter är fridlysta i Sverige.